# 2025年俄美峰會
2025年俄美峰會（英語：2025 Russia—United States summit）是於2025年8月15日舉行的一場會議。美国总统唐納·川普與俄罗斯总统弗拉基米尔·普京在美国阿拉斯加州會面。會議於2025年8月15日在阿拉斯加州安克拉治的埃爾門多夫-理查森聯合基地（Joint Base Elmendorf–Richardson）舉行。雙方主要就解決俄烏戰爭尋求長期和平解決方案。討論的主要議題是正在進行中的俄烏戰爭，而川普則希望結束這場戰爭。
此次峰會有多項紀錄，這是普京自2022年下令俄羅斯全面入侵烏克蘭因涉嫌戰爭罪而面臨國際刑事法院發出的逮捕令以來，首次受邀前往西方國家。這也是俄羅斯總統訪美首次在美國軍事領土上舉行。這是特朗普與普京自2024年特朗普連任以來的首次會面，也是自2019年兩人上一次在大阪會面以來，兩人作為現任總統的首次會面。這是普京自2015年出席在纽约市舉行的第70屆聯合國大會以來首次訪美。這也是自2007年普京在緬因州與乔治·沃克·布什會面以來，俄美兩國總統首次在美國主持的會面。

## 背景
2021年6月，美國總統喬·拜登與俄羅斯總統弗拉基米爾·普京在日內瓦舉行峰會，討論戰略穩定、網絡安全及人權等議題。然而自2022年俄羅斯入侵烏克蘭以來，俄美關係急劇惡化，美國與其歐洲盟友對俄實施大規模制裁，並向烏克蘭提供軍事及經濟援助，雙邊互信幾近破裂。
2025年1月，美國總統唐納·川普在其第二任期就職後，明確表示將以「結束戰爭」為主要外交目標之一，並推動與俄羅斯直接談判。當年2月，川普與普京在沙烏地阿拉伯利雅得舉行會晤，但未能達成具體停火協議。此後，華盛頓與莫斯科仍透過外交管道保持有限聯繫。
隨著俄軍於2025年夏季在烏克蘭東部戰場取得局部進展，俄方談判籌碼上升，國際社會對戰事升級的憂慮加劇。川普政府遂提出在美國本土舉辦新一輪高層會談，並選定阿拉斯加州安克拉治作為會晤地點，以凸顯該地歷史背景──美國於1867年自俄羅斯購得阿拉斯加，被視為兩國歷史關聯的象徵性場所。
峰會舉行前，歐洲多國及烏克蘭方面均表達關切，認為若在缺乏烏克蘭參與的情況下進行談判，恐削弱協商的合法性與有效性。

### 核緊張
2025年7月31日，俄羅斯前總統兼俄羅斯聯邦安全會議副主席梅德韋傑夫在Telegram發文警告川普總統「死亡之手」威脅，指的是蘇聯的自動核彈發射機制。8月1日，川普總統宣佈兩艘「核潛艇」駛向俄羅斯，以回應威脅。
2025年8月4日，俄羅斯宣布「不再認為自己受1987年《中程核力量條約》的約束」，美國已於2019年退出該條約。隔天，一架波音WC-135核侦察机飛機飛近科拉半島。分析人士表示，這次飛行可能意味著海燕核動力巡弋飛彈（9M730 Burevestnik）即將進行測試，該導彈之前曾在阿尔汉格尔斯克州進行測試。

## 會前
美國總統川普曾在2025年8月7日表示，普京沒有必要與烏克蘭總統弗拉基米尔·泽连斯基會面。他還說，雙方都必須做出讓步。一名克里姆林宮消息人士表示，如果俄羅斯接收烏克蘭東部，他們可以停止戰爭。
8月8日，川普總統在真实社交上宣布，他計劃在阿拉斯加與普京會面。  克里姆林宮助手尤里·乌沙科夫後來證實了此次會談，並表示阿拉斯加作為會談地點「非常合乎邏輯」。   選擇阿拉斯加可能是因為它位於兩國首都之間，美國沒有參與《羅馬規約》而無法執行國際刑事法院對普京的逮捕令，以及它的歷史意義，包括前俄羅斯殖民地、現代俄罗斯正教会社區和冷戰時期的軍事用途。
8月14日，烏沙科夫宣布，俄方代表團成員包括他本人、外交部長谢尔盖·拉夫罗夫、國防部長安德烈·別洛烏索夫、財政部長安东·西卢安诺夫以及總統外國投資和經濟合作事務特使基里爾·德米特里耶夫。 
在高峰會前，普京表示，談判可以涵蓋核武條約，例如續約將於2026年2月到期的《新削减战略武器条约》（英語：Strategic Arms Reduction Treaty，簡稱New START）。
支持烏克蘭、反對川普和普京的抗議活動隨之而來。 值得注意的是，俄羅斯外交部長拉夫羅夫抵達飯店時，在防寒背心裡面穿了一件白色（蘇聯俄語首字母）運動衫；此舉被《衛報》描述為「不太微妙的挑釁行為」（not-so-subtle act of trolling）。

## 会晤过程与成果

### 抵達

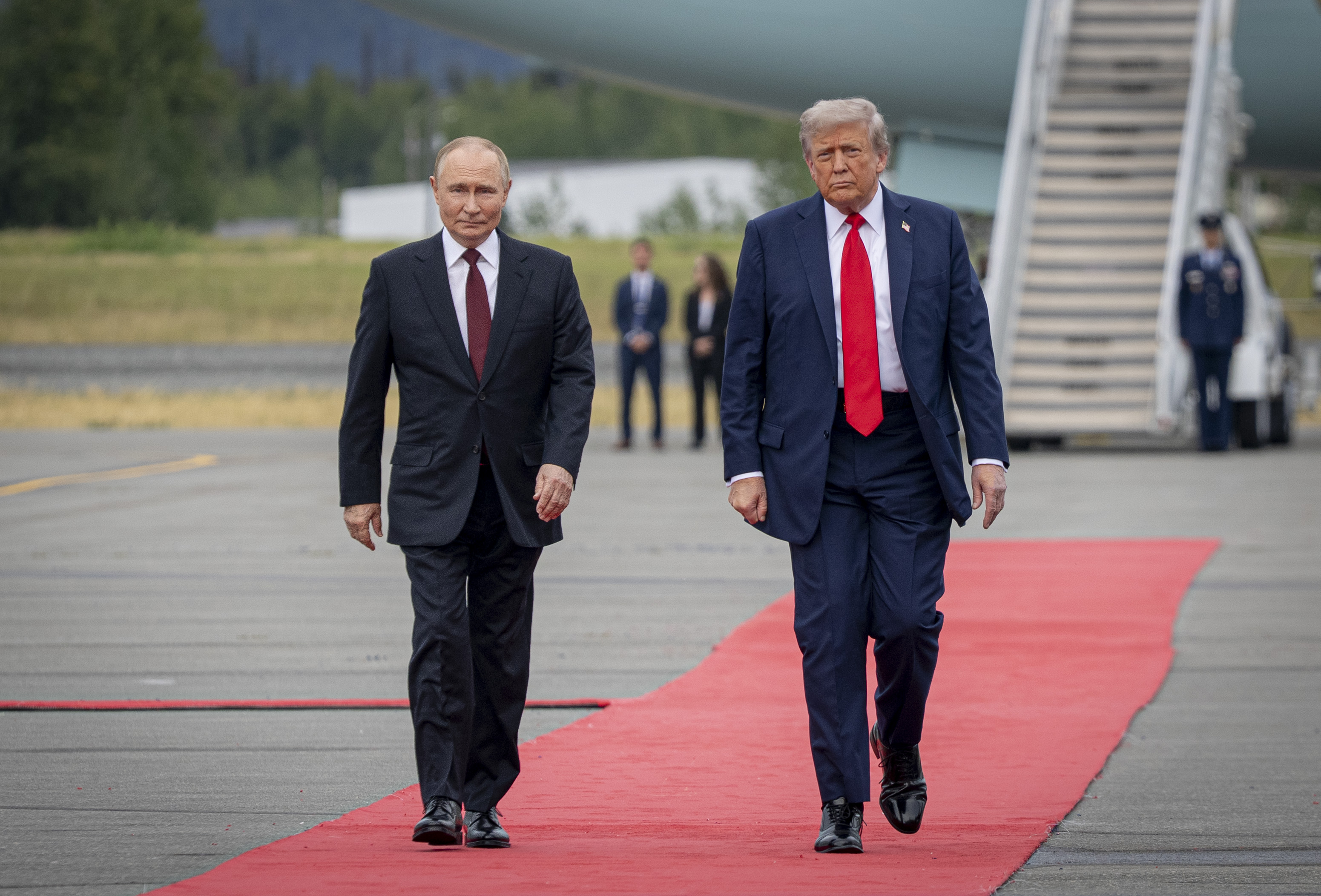
普京抵達阿拉斯加

位於阿拉斯加州安克拉治市（Anchorage）的埃爾門多夫-理查德森聯合基地（Joint Base Elmendorf-Richardson）是2025年8月15日舉行峰會的地點。會場鋪設了一條L型紅毯，讓領導人走到標有「阿拉斯加 2025」字樣的平台，四架F-22猛禽戰鬥機在平台旁一字排開。美國阿拉斯加時區上午10:22 (UTC-08:00) 川普總統降落在艾門多夫聯合基地 (Joint Base Elmendorf) ，白宫新闻秘书卡羅琳·萊維特在降落後宣布，川普與普京的會面不再是一對一，而是三對三，美國國務卿馬可·魯比奧(Marco Rubio)和特使史蒂夫·威特科夫 (Steve Witkoff)加入川普總統，俄羅斯外交政策助理尤里·烏沙科夫(Yury Ushakov)和外交部長謝爾蓋·拉夫羅夫 (Sergey Lavrov)加入普京總統。
當地時間上午10:55，普京總統抵達空軍基地。  上午11:08左右，兩人走下飛機，在紅地毯上握手，並在「阿拉斯加 2025」平台合影，然後再次握手，進入總統專車前往會見地點。  當兩人站在平台上時，美國空軍的F-22戰鬥機或F-35戰鬥機和一架B-2轟炸機從頭頂飛過。 俄羅斯24台報導稱，川普總統邀請普京與他同乘一輛車，但普京沒有乘坐他計畫中的Aurus豪華轎車。

### 會議
會談安排在安克拉治國際機場附近設置的臨時設施中，雙方於公開場合短暫握手寒暄後，進行了約三小時的閉門會議。川普在會後的記者會上表示，會談「非常具有建設性」，並稱雙方在若干議題上已達成「初步共識」，但並未公布具體細節。他強調自己「希望今天就能看到停火」，同時警告「若停火未能在短期內實現，美方將重新評估政策選項」。
普京則在會後強調，俄羅斯「願意繼續對話」，但同時指責西方制裁是「破壞和平努力」的主要障礙。他表示與川普的交流「坦誠直接」，並對美方展現推動談判的意願予以肯定。
峰會並未達成停火或和平協議，烏克蘭戰事仍在持續。美國與俄羅斯僅同意保持外交管道暢通，並推動軍事接觸以避免誤判。峰會被外界視為「象徵性意義大於實質進展」的會談。

### 新聞發佈會
普京在新聞發佈會一開始就承認俄羅斯—美國關係近年來備受衝擊，兩國早該舉行會談。普京指出，談判是在 「尊重、建設性和相互尊重的氣氛 」下進行的。川普總統一開始發言時表示，他「一直與（弗拉基米爾）普京總統保持著非常好的關係」，但這一關係受到了「通俄门騙局」的阻礙。普京也承認他與川普總統的共識，即必須確保烏克蘭的安全。記者會結束時，雙方並沒有達成停火協議，兩位領導人也都沒有回答記者的問題。

普京在下飛機伊尔-96
川普在下飛機空军一号
普京與川普抵達後互致問候
普京和川普在各自代表團的陪同下在峰會會場進行會談
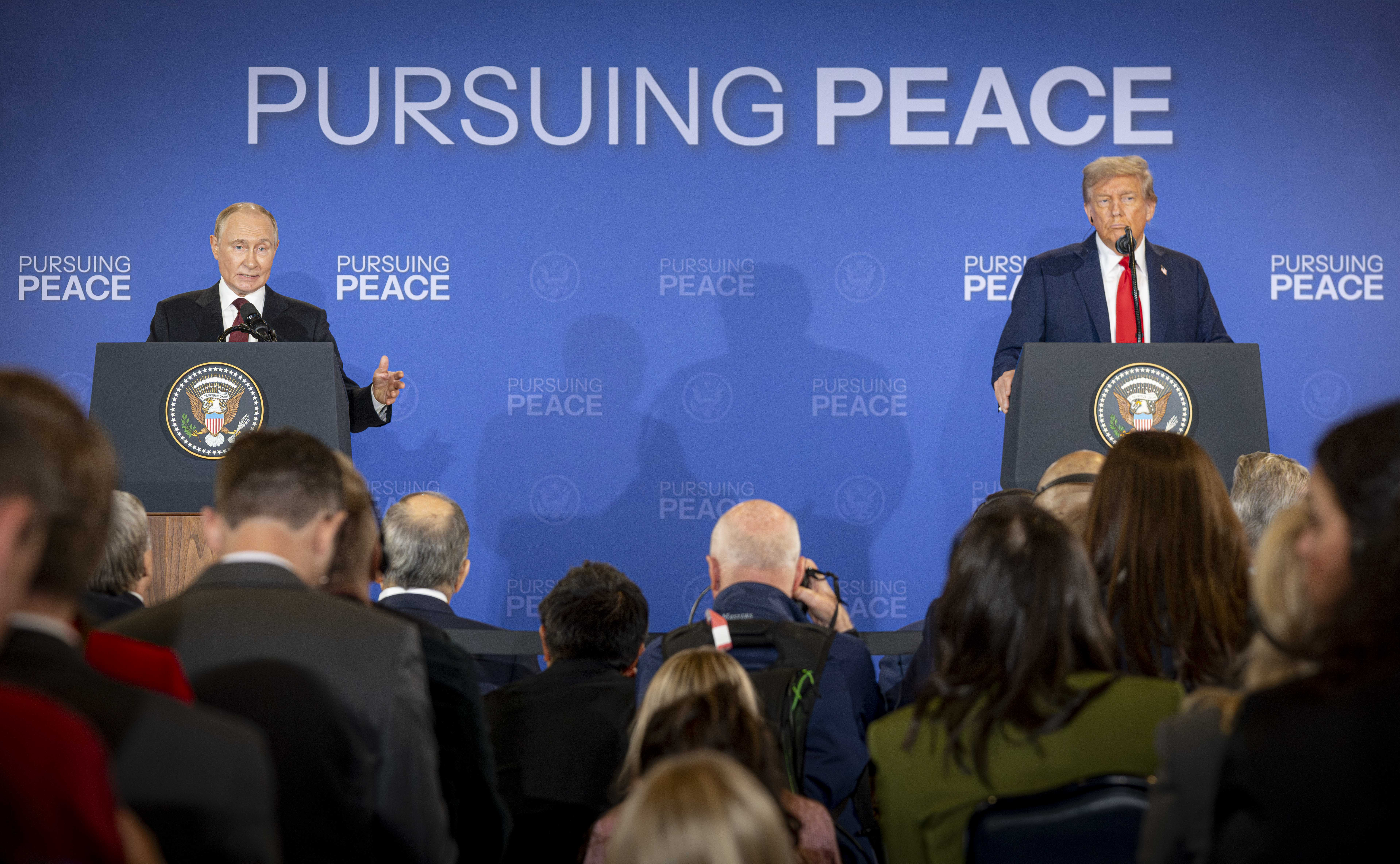
普京和川普向媒體發表講話
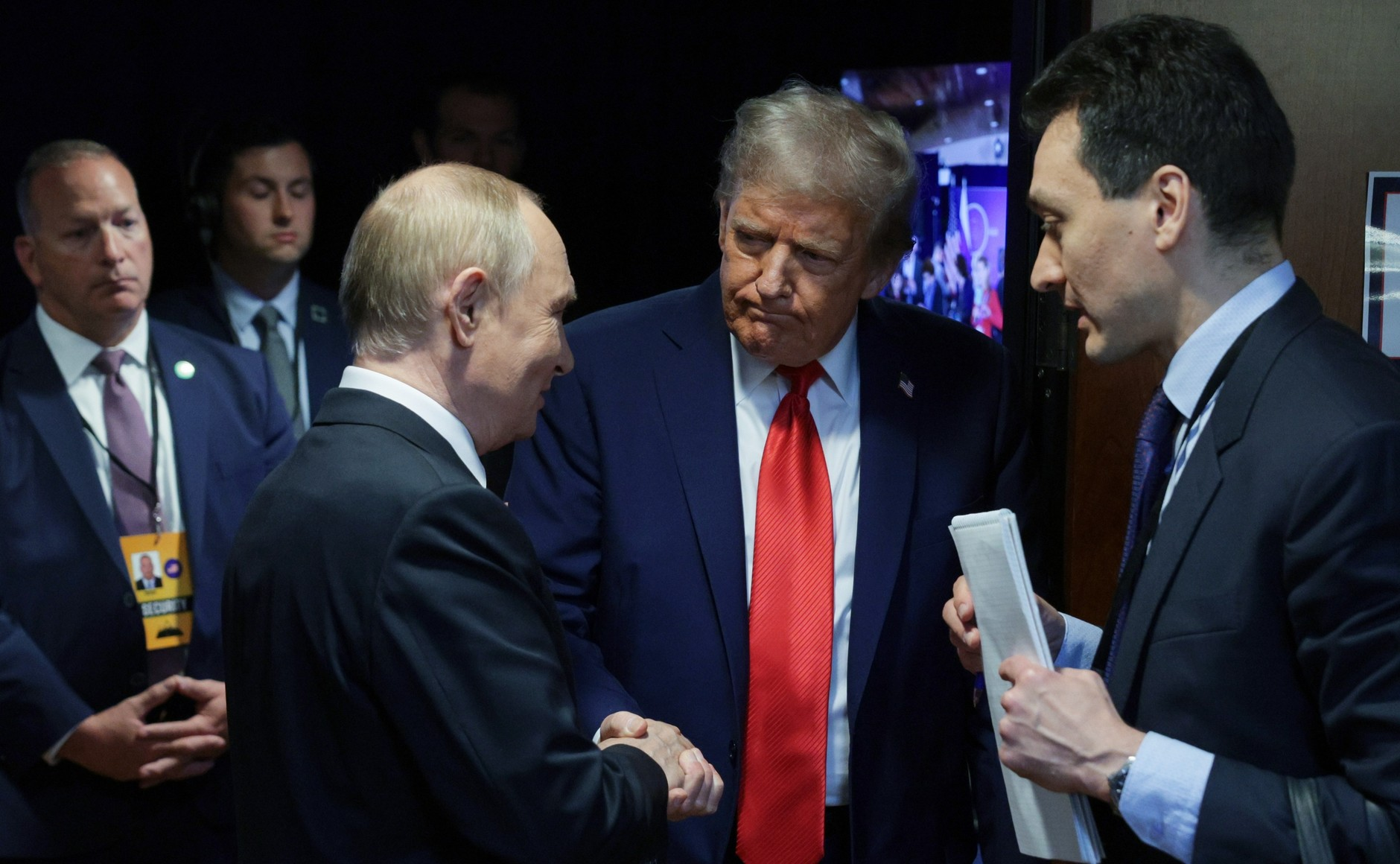
普京和川普在記者會後

## 後續

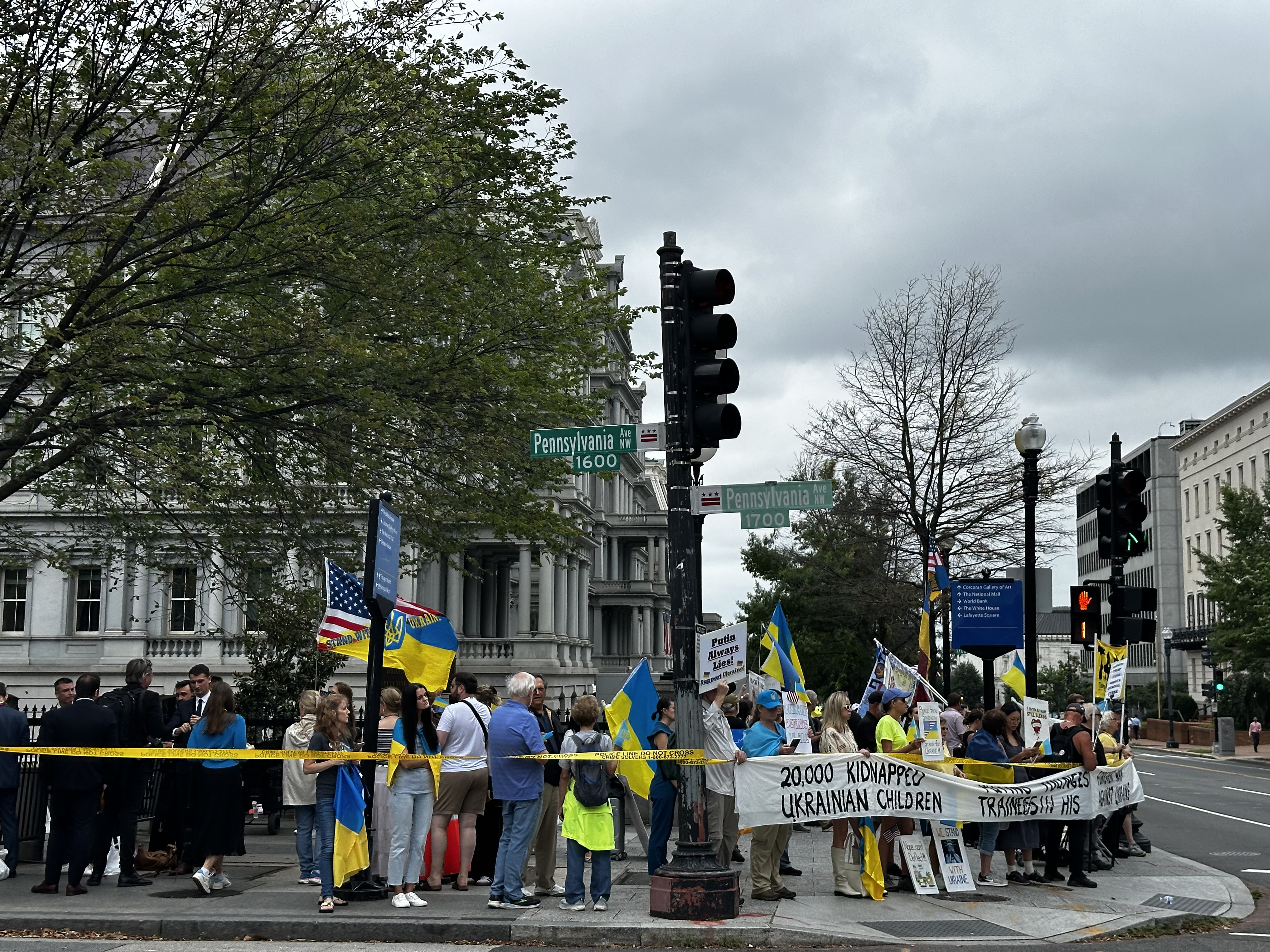
支持烏克蘭的示威者在川普與澤倫斯基會面當天聚集在白宮外

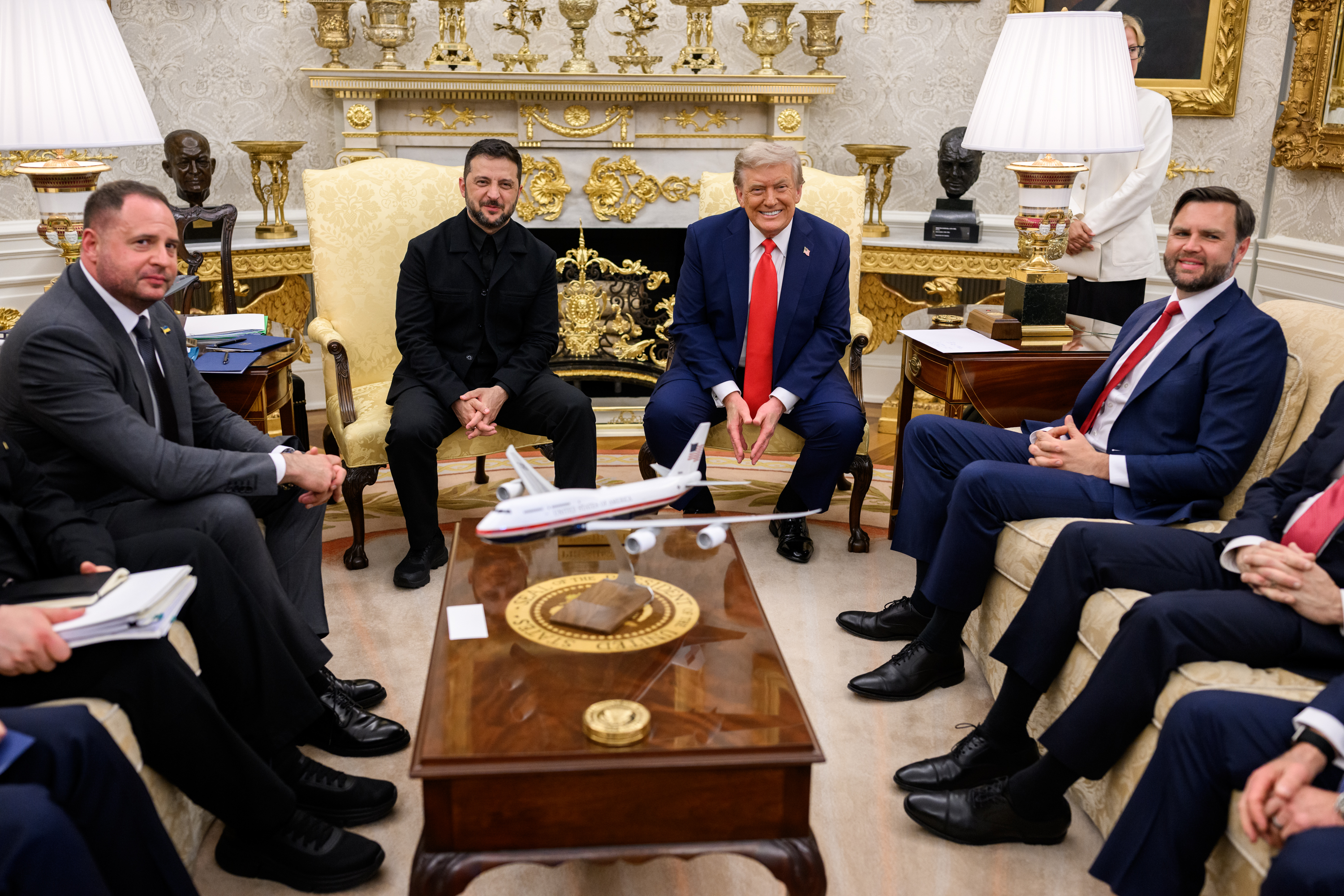
2025 年 8 月 18 日，川普和烏克蘭總統澤連斯基在橢圓形辦公室

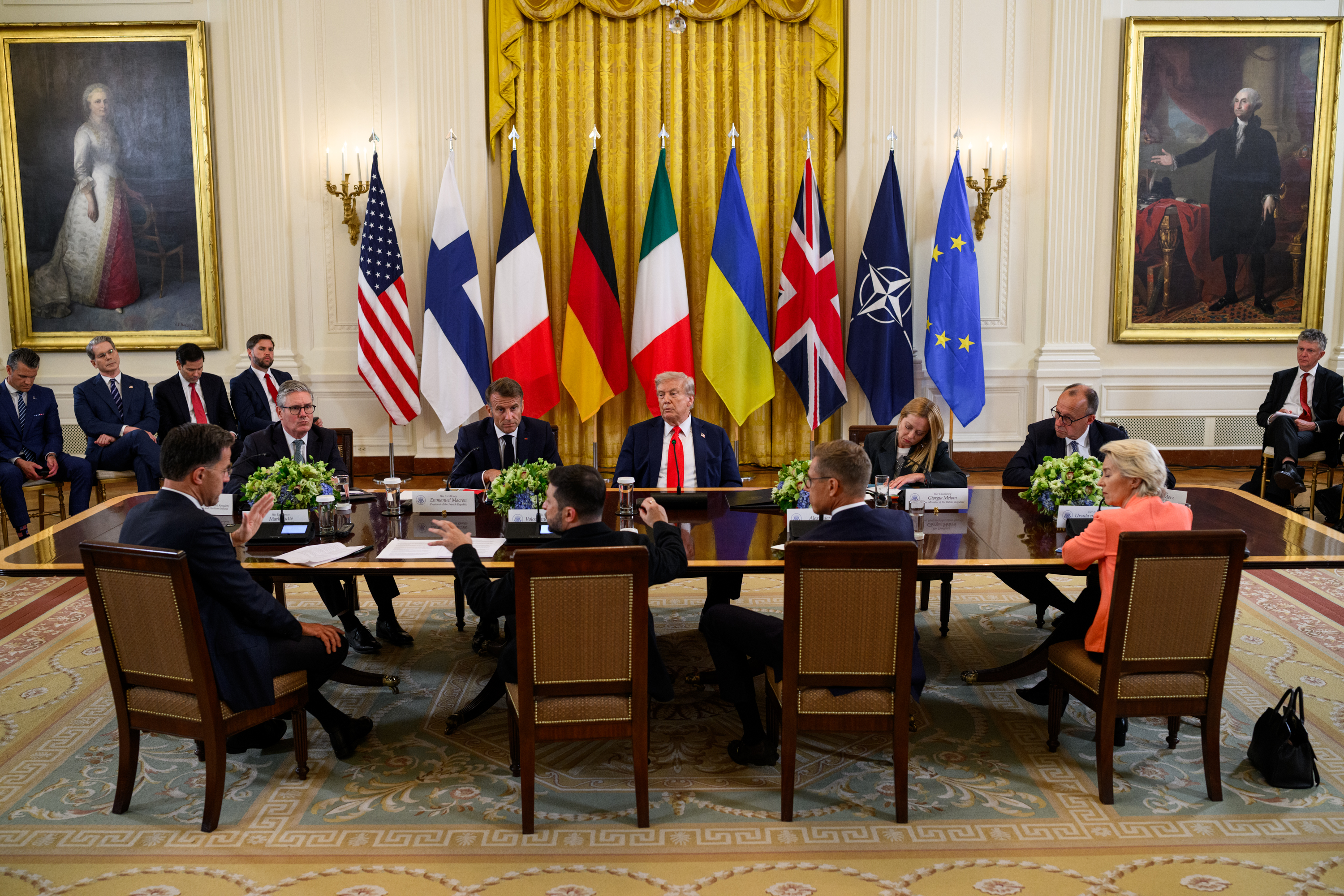
2025年8月18日，歐盟、北約成員國和澤連斯基在華盛頓特區

會談結束後，川普與盧比歐淡化加強制裁俄羅斯的可能性 。8月17日，川普表示烏克蘭能不能實現和平，在於澤倫斯基的選擇，同時強調烏克蘭不應奪回克里米亞或加入北約 。8月18日，澤倫斯基與歐洲多國領導人匯聚白宮舉行會議。
川普與澤倫斯基於8月18日在白宮舉行高峰會。在此次峰會之前，歐盟領導人在烏克蘭駐華盛頓大使館與澤倫斯基會面。
史蒂夫·威特科夫表示，普京同意美國可以向烏克蘭提供類似北約的保護。烏克蘭總統澤連斯基歡迎美國承諾向烏克蘭提供安全保證。據報導，普京在會面期間提出，如果烏克蘭將整個頓巴斯割讓給俄羅斯，就結束戰爭，但澤倫斯基拒絕了領土讓步。